# Acacia obtusifolia
Acacia obtusifolia är en ärtväxtart som beskrevs av Allan Cunningham. Acacia obtusifolia ingår i släktet akacior, och familjen ärtväxter. Inga underarter finns listade i Catalogue of Life.

## Bildgalleri

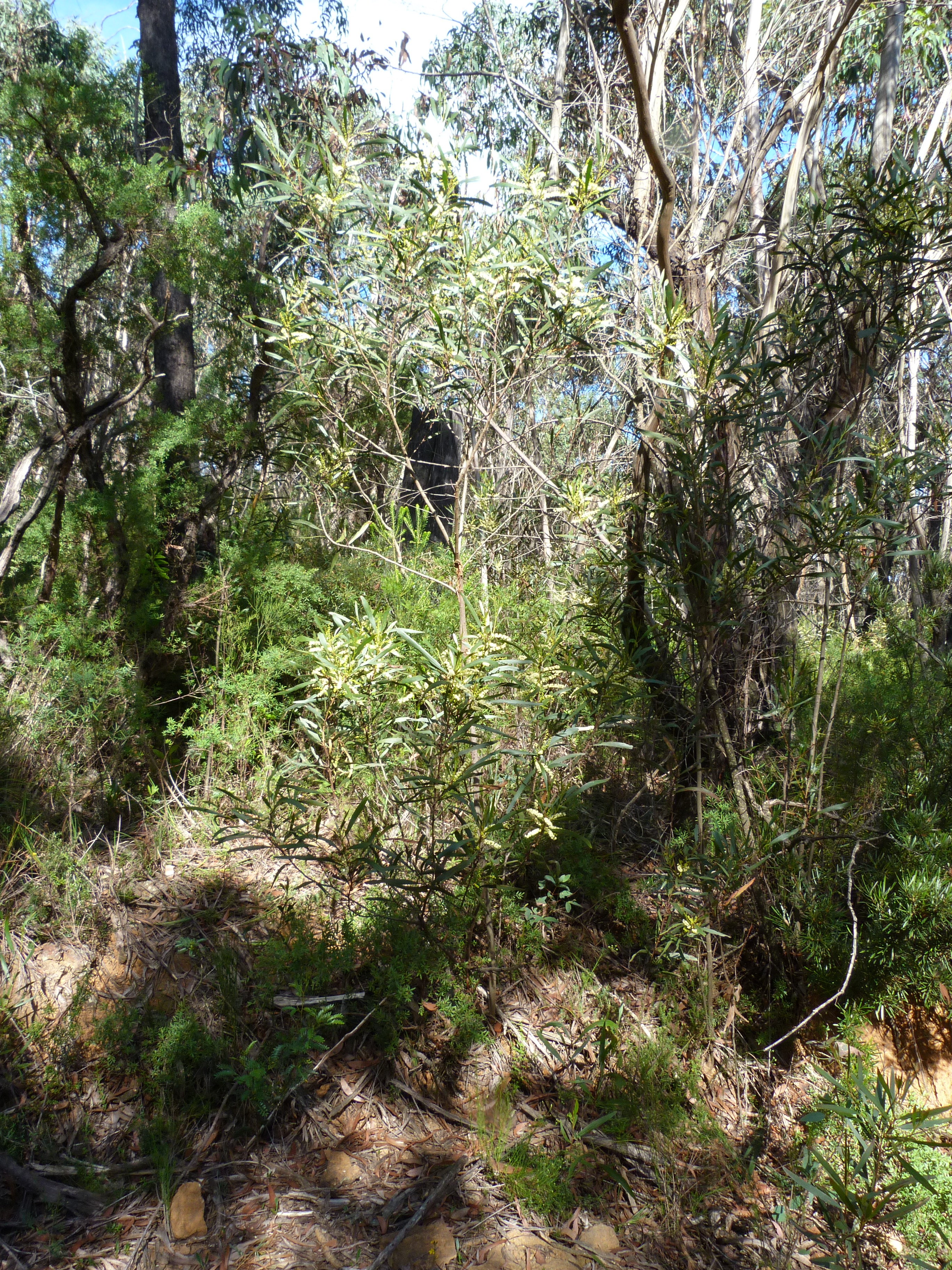
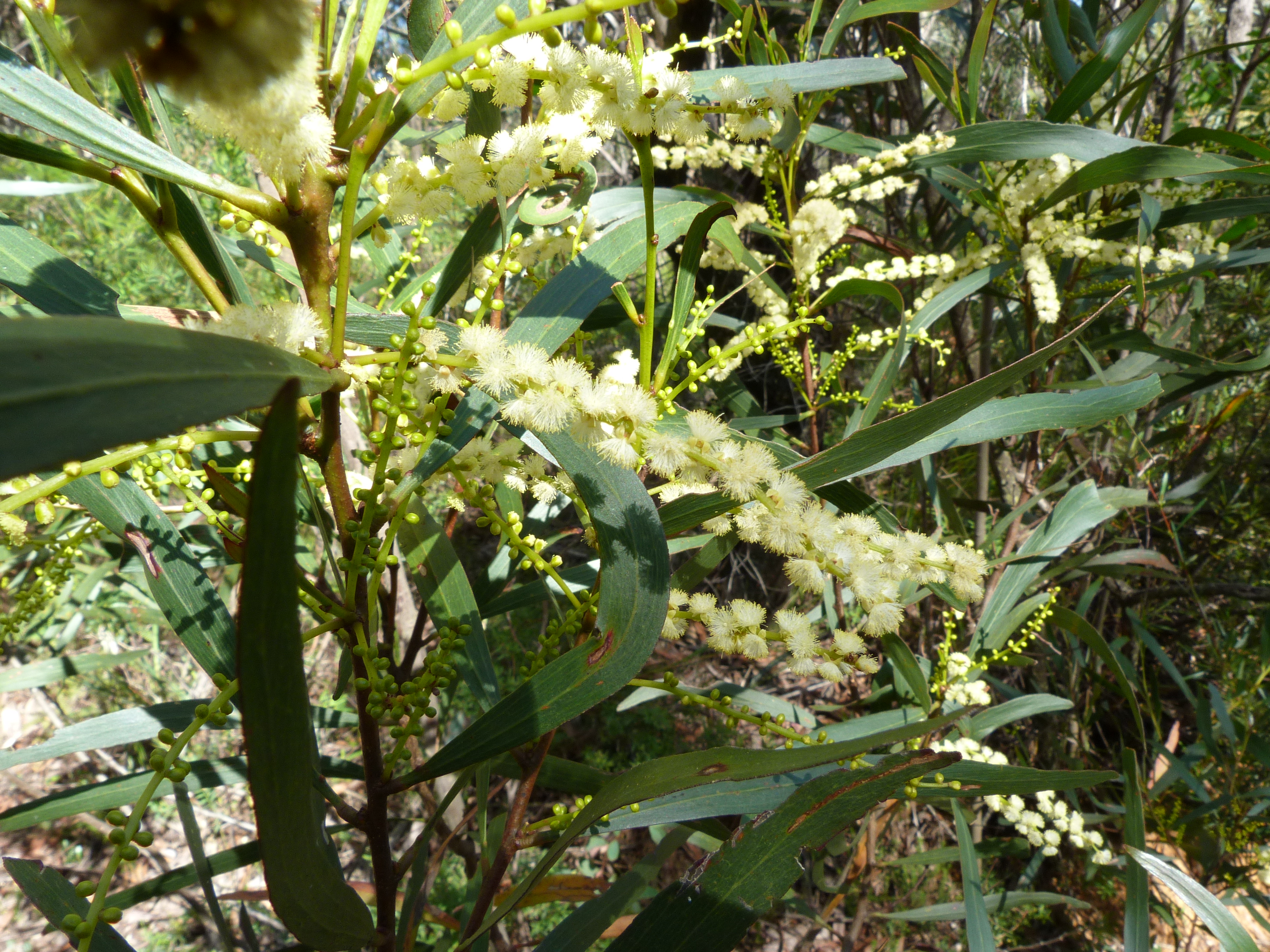
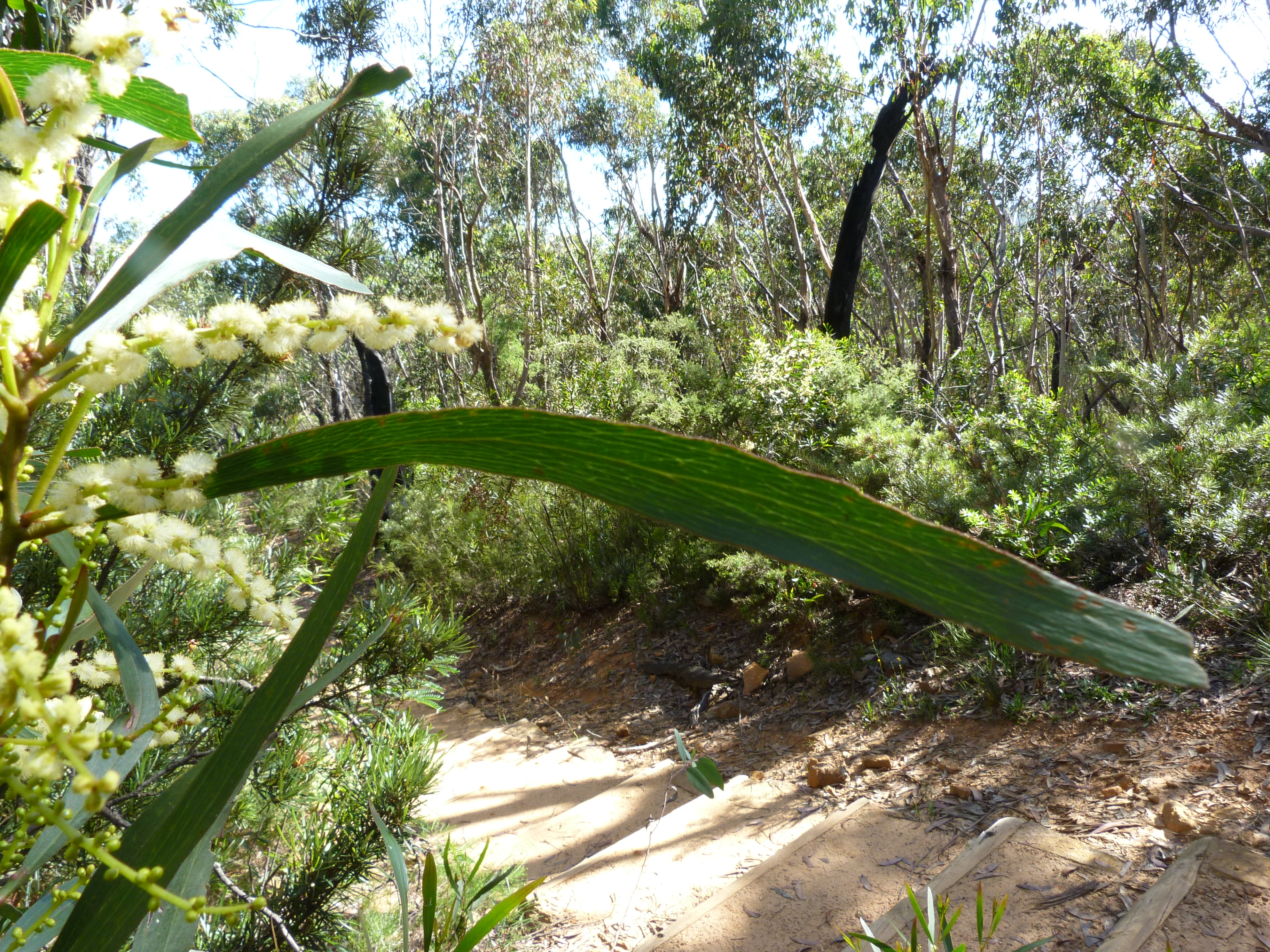
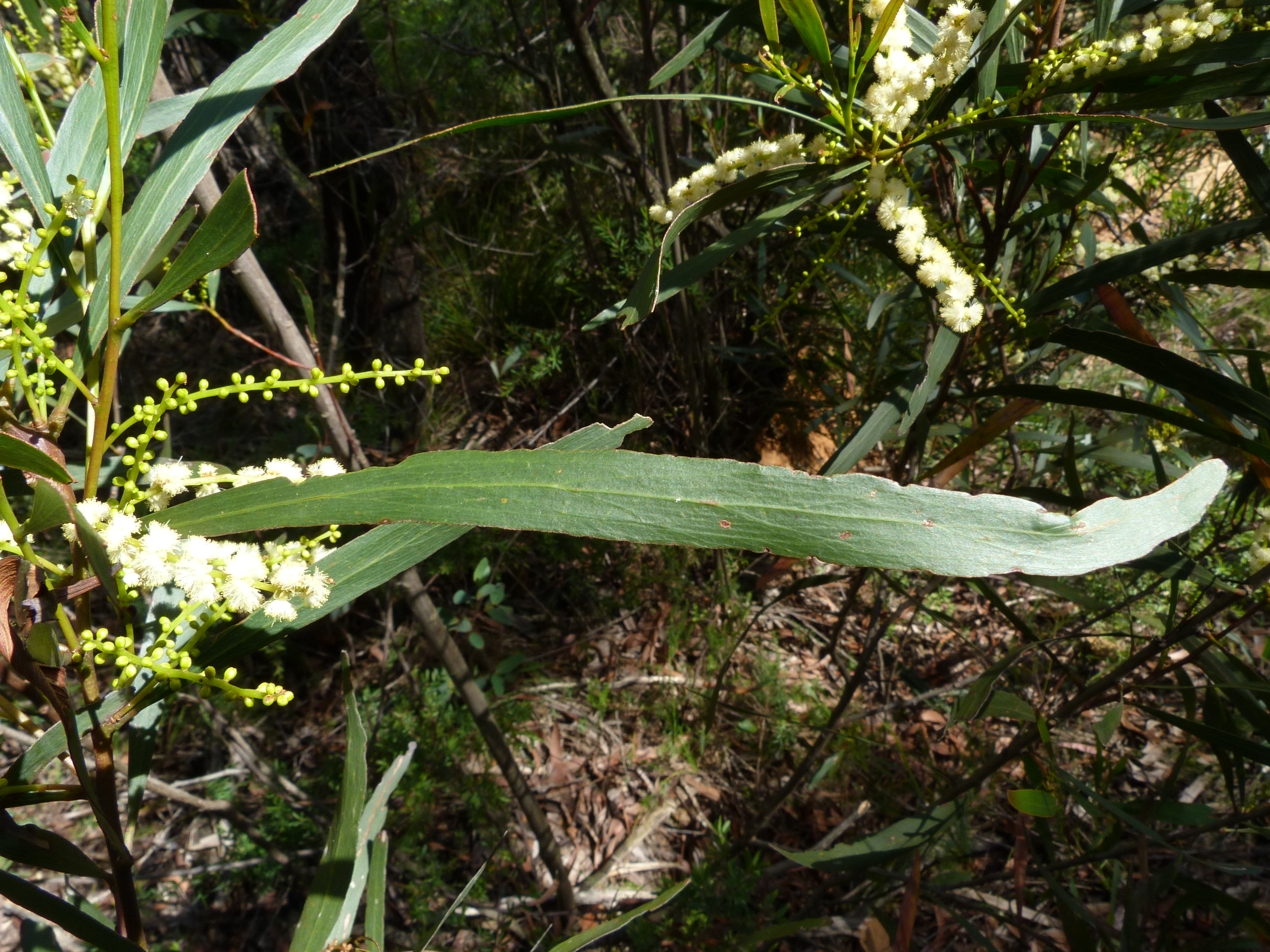